# Jacek Sroka (artysta)
Jacek Sroka (ur. 1 maja 1957 w Krakowie) – polski malarz, grafik i rysownik, absolwent Wydziału Grafiki krakowskiej ASP, 1981.

## Życiorys
Laureat licznych nagród (między innymi Grand Prix Biennale Grafiki w Vaasa, 1987, Grand Prix Biennale Grafiki w Seulu, 1988, Nagrody ZPAP im. W. Wojtkiewicza, Kraków 2001). Jego prace znajdują się w licznych kolekcjach muzealnych (m.in. Muzeum Narodowe w Krakowie, Muzeum Okręgowe im. L. Wyczółkowskiego w Bydgoszczy, Bibliotece Jagiellońskiej w Krakowie, Zbiorach Graficznych PAU, Kraków, Metropolitan Museum w Nowym Jorku, National Gallery of Art w Waszyngtonie, Graphische Sammlung Albertina w Wiedniu, Cabinet des Estampes, Bibliotheque Nationale de France w Paryżu, Utsunomiya Museum of Art w Utsunomiya, Japonia, Kumamoto Prefectoral Museum of Art w Kumamoto, Japonia i Musee Savoisien, Chambery, Francja).
Specjalizuje się w sztuce figuratywnej. W swoich pracach posługuje się głównie metaforą i groteską, które łączy z elementami współczesnego ekspresjonizmu.
W 2017 roku powstał film dokumentalny Dziennik obserwatora, który ukazuje 12 dni z życia jego i jego rodziny. 
W czerwcu 2022 został członkiem czynnym Polskiej Akademii Umiejętności.

## Wystawy

### Wybrane wystawy indywidualne
- 1991 Asperger Studio Gallery, Berlin, Niemcy
- 1992 Muzeum Historyczne, Kraków, Polska
- 1994 Post & Salamon Contemporary Art, Brunssum, Holandia
- 1995 MMG Gallery, Tokio, Japonia
- 1995 Denis Canteux Gallery, "Les Cascades", Paryż, Francja
- 1996 Peintures et dessins Musée des Beaux-Arts, Chambéry, Francja
- 1997 Pałac Sztuki, Kraków, Polska
- 1998 MMG Gallery, Tokio, Japonia
- 2001 Mestna Galerija, Nova Gorica, Słowenia
- 2001 Project RM Gallery, San Franciscio, USA
- 2001 Galeria ZPAP Sukiennice, Kraków, Polska
- 2002 Galeria Pryzmat, Kraków, Polska
- 2003 MMG Gallery, Tokio, Japonia
- 2004 GP Gallery, Warszawa, Polska
- 2004 Galerie Denis Canteux /Galerie Garcia-Laporte, Paryż, Francja
- 2005 Galerie Post+Garcia, Maastricht, Holandia
- 2005 Galerie du Musée d'Ussel, Ussel, Francja
- 2006 Beneath the surface Himmelberger Gallery, San Francisco, USA
- 2007 Paintings Asperger Gallery, Maulbronn, Niemcy
- 2007 Menschlich Haus der Modernen Kunst, Staufen-Grunern, Niemcy
- 2008 Opisanie Świata. Malarstwo, grafika, rysunek retrospektywa twórczości w Muzeum Narodowym w Krakowie, Kraków 6 marca- 4 maja 2008
- 2008 Jacek Sroka. Malerei aus Polen Kunstverein Offenburg – Mittelbaden, Offenburg, Niemcy
- 2009 Peintures Galerie Oberkampf/ Galerie Denis Canteux, Paryż, Francja

### Wybrane wystawy grupowe
- 1988 Polnische Malarei seit 1945 aus der Sammlung des Bezirksmuseums Bydgoszcz, Galerie der Stadt Esslingen, Villa Merkel, Esslingen, Niemcy / Germany
- Świeżo malowane, Państwowa Galeria Sztuki “Zachęta”, Warszawa
- 1990 The Expressive Struggle. Twenty Six Contemporary Polish Artists, The New York Academy of Art, Nowy Jork / New York, USA
- Positionen Polen, Künstlerhaus Bethanien, Berlin, Niemcy / Germany
- 1993 Impressions Polonaises (Jerzy Panek, Jacek Sroka), Arthotheque, Musée Savoisien, Chambéry, Francja / France
- 2000 Obrazy śmierci w sztuce polskiej XIX i XX wieku, Muzeum Narodowe, Kraków
- 2001 L’Estampe Polonaise 1900-2000, Festiwal “Europalia 2001 – Polska, Centre de la Gravure et de Limage imprimée, La Louvière, Belgia / Belgium
- 2005 Don Kichot – Współczesna próba interpretacji, Muzeum Narodowe Kraków
- Pamięć i uczestnictwo, Muzeum Narodowe w Gdańsku. Pałac Opatów , Oliwa
- Kolekcja, część III. Polska sztuka współczesna ze zbiorów Muzeum Okręgowego im. L. Wyczółkowskiego, Muzeum Okręgowe im. L. Wyczółkowskiego, Bydgoszcz
- 2007 Obraz życia, Malarstwo polskie od 1946 do dzisiaj. Muzeum Początków Państwa Polskiego, Gniezno
- 2009 Original Litograph: Dream and revolution  of artists and MMG, 1974 – 2007, Utsunomiya Museum of Art, Japonia/ Japan
- Cudowne lata (muzyka, poezja, malarstwo. lata 70., 80. Muzeum Literatury im. Adama Mickiewicza, Warszawa